# 毛马齿苋
毛马齿苋（学名：Portulaca pilosa）是马齿苋科马齿苋属的植物。分布于美洲热带地区、印度尼西亚、菲律宾、马来西亚、台湾以及中国大陆的福建、海南、广西、广东、西沙群岛、云南等地，多生长在海边沙地以及开阔地。

## 别名
多毛马齿苋（海南植物志）